# Trifluoreto de fósforo
Trifluoreto de fósforo é o composto de fórmula química PF3. É um gás incolor e inodoro. Ele é altamente tóxico e reage lentamente com água. É usado como um agente de ligação nos complexos metálicos.
O trifluoreto de fósforo reage lentamente com água para dar o ácido de fósforo e ácido fluorídrico: PF3 + 3 H2O → H2PO3 + 3 HF